# Nemocoris
Nemocoris är ett släkte av insekter. Nemocoris ingår i familjen bredkantskinnbaggar.
Släktet innehåller bara arten Nemocoris fallenii.